# Michel Barbey
Pour les articles homonymes, voir Barbey (homonymie).
André Robert Eugène Barbey, généralement dit Michel Barbey, né le 23 avril 1927 à Drucourt, (Eure), est un comédien français.

## Biographie

### Jeunesse
André Robert Eugène Barbey naît le 23 avril 1927 à Drucourt (Eure).

### Carrière
Au cours d'une carrière très remplie, Michel Barbey a côtoyé les plus grands : Jean Gabin, Michel Simon, Gérard Philipe, Jean Vilar, Jean-Louis Barrault, etc.
En 1961, il apparait comme vedette dans le roman-photo réalisé par Hubert Serra "Le marquis des iles d'or" (une partie de l'intrigue se passe à Port-Cros à l'époque de Napoléon) dans le revue féminine "Femmes d'Aujourd'hui" (dont le n°864). Il y joue le rôle du corsaire Foulques Martin au secours de la belle jeune fille jouée par Catherine Balm.
Il a tourné sous la direction de Jacques Becker, Claude Chabrol, Henri Verneuil et bien d'autres.
Son dernier rôle au cinéma date de 2002 où il incarne « l'écrivain raté » dans Mama Aloko réalisé par Jean Odoutan.
Il a joué dans plusieurs séries télévisées : il était notamment le « méchant » Dajou dans Janique Aimée (1963), le juge Daniel Legrand dans Cas de divorce (1991). Il a également tourné des épisodes des séries Van Loc : un grand flic de Marseille (1993) et Jamais deux sans toi...t (1996).
Il est aussi un comédien de théâtre : il a longtemps joué à la Comédie-Française avant d'interpréter de nombreuses pièces au Théâtre privé. Ses deux derniers spectacles ont été mis en scène par Gérard Dessalles : Carnaval (1991) et Les Voyageurs de carton (1993).

### Doublage
Il fut aussi un acteur de doublage que ce soit dans des films ou des séries animés : il doubla notamment Mammouth dans la série Nicky Larson et fut l'une des voix du Grand Pope dans Les Chevaliers du Zodiaque. Il  est aussi présent dans des spots tv  publicitaires anciens  pour une carte de crédit.

## Filmographie

### Cinéma
- 1944 : Le Carrefour des enfants perdus de Léo Joannon : Rougier
- 1946 : Martin Roumagnac de Georges Lacombe : scène coupée au montage
- 1946 : Le Visiteur de Jean Dréville : Milou
- 1947 : Chemins sans lois de Guillaume Radot : Petit-Plon
- 1947 : Une belle garce de Jacques Daroy : Leo
- 1947 : Le Destin exécrable de Guillemette Babin de Guillaume Radot : Jean-François Pasquier
- 1948 : Cartouche, roi de Paris de Guillaume Radot : Simon
- 1948 : La Louve de Guillaume Radot : Le frère de Marie
- 1948 : Marlène de Pierre de Hérain : Michel
- 1949 : Rendez-vous de juillet de Jacques Becker : Un ami de Lucien
- 1950 : Trois Marins dans un couvent d'Émile Couzinet : Philippe
- 1950 : Dominique d'Yvan Noé : Dominique Fougerolles
- 1952 : Les vacances finissent demain d'Yvan Noé : Gino Ferrari
- 1952 : La Femme à l'orchidée de Raymond Leboursier : Walter
- 1952 : La Fille au fouet de Jean Dréville et René Le Hénaff (+ version allemande): Das geheimnis vom bergsee / Die jungfrau mit der peitsche das / Mädchen mit der peitsche / Das mädchen vom bergsee : Calixe
- 1953 : Leur dernière nuit de Georges Lacombe : Un gangster
- 1956 : Le Cas du docteur Laurent de Jean-Paul Le Chanois : André Loubet
- 1960 : Hold-up à Saint-Trop' de Louis Félix
- 1960 : Touchez pas aux blondes de Maurice Cloche : Douglas Blond
- 1964 : Requiem pour un caïd de Maurice Cloche : Vasci
- 1964 : Week-end à Zuydcoote d'Henri Verneuil : Dr. Claude Cirilli
- 1965 : Les Deux Orphelines (Le due oefanelle) de Riccardo Freda : Jacques Frochard
- 1965 : Le Caïd de Champignol de Jean Bastia : Le chef Patrice
- 1967 : Caroline chérie de Denys de La Patellière
- 1968 : Le Tatoué de Denys de La Patellière : Le pilote de l'hélicoptère
- 1970 : La Horse de Pierre Granier-Deferre : Maurice
- 1972 : Lâchez les chiennes de Bernard Launois
- 1973 : Pigalle carrefour des illusions de Pierre Chevalier : Le commissaire
- 1974 : Dédé la Tendresse / La polka des joyeuses de Jean-Louis van Belle
- 1977 : Un tueur, un flic, ainsi soit-il... de Jean-Louis van Belle : L'inspecteur de Marseille
- 1983 : Flics de choc de Jean-Pierre Desagnat : Le flic de la mondaine
- 1994 : Lumière noire de Med Hondo
- 2002 : Mama Aloko de Jean Odoutan : L'écrivain raté

### Télévision
- 1961 : Loin de Reuil (Téléfilm) : Le premier client
- 1961 : Le massacre des innocents (Téléfilm) : Le greffier
- 1962 : Le Temps des copains (série télévisée) de Robert Guez :  Michel Barbey, l’acteur de cinéma (ép. 96, 100)
- 1963 : Janique Aimée, de Jean-Pierre Desagnat (série télévisée) : Dajou
- 1963 : La Rabouilleuse (Téléfilm) : Mignonnet
- 1966 : Le Trompette de la Bérésina de Jean-Paul Carrère (série télévisée) : Simon
- 1966 : Au théâtre ce soir, de Michel André (série télévisée) : Pierre
- 1967 : La famille Colin-Maillard (série télévisée) : Patrick Colin-Maillard
- 1980-1981 : La Vie des autres de Jean-Pierre Desagnat (série télévisée) : Burgess
- 1991 : Cas de divorce (série télévisée) : Le juge Legrand
- 1993 : Van Loc : un grand flic de Marseille de Claude Barrois (série télévisée) : Ferreira

## Théâtre
- 1956 : Virginie de Michel André, mise en scène Christian-Gérard, Théâtre Daunou
- 1959 : Ouragan sur le Caine de Herman Wouk, mise en scène André Villiers Théâtre des Célestins
- 1960 : Les femmes veulent savoir de Jacques Glaizal et Anne Blehaut, mise en scène Christian-Gérard, Théâtre des Arts
- 1960 : Le Centre de Jean-Pierre Faye, Orchestration théâtrale de Fernando Arrabal, Comédie intrigante de Jean Thibaudeau, mise en scène Jacques Polieri, Théâtre de l'Alliance française
- 1961 : Loin de Rueil de Maurice Jarre et Roger Pillaudin d'après Raymond Queneau, mise en scène Maurice Jarre et Jean Vilar, TNP Théâtre de Chaillot
- 1961 : La Paix d'après Aristophane, mise en scène Jean Vilar, TNP Théâtre de Chaillot
- 1962-1963 : Pas d'usufruit pour tante Caroline de Frédéric Valmain, mise en scène Jean Dejoux, Théâtre Charles de Rochefort
- 1965 : Le Deuxième Coup de feu de Robert Thomas d'après Ladislas Fodor, mise en scène Pierre Dux, Théâtre Édouard VII
- 1968 : Tessa, la nymphe au cœur fidèle adaptation Jean Giraudoux d'après Basil Dean et Margaret Kennedy, mise en scène Maurice Guillaud, Festival de Bellac

## Doublage

### Cinéma

#### Films
- Gianni Garko dans :
  - Le Temps des vautours (1967) : Django
  - La Vengeance de Dieu (1971) : Silver
  - Le Boss (1973) : le commissaire Torri

- Jim Brown dans :
  - Les Démolisseurs (1973) : Jimmy Lait
  - Mélodie pour un tueur (1978) : Dreems

- Lance Henriksen dans :
  - Color of Night (1994) : Buck
  - Jeu fatal (2008) : le vieil homme

- James Gammon dans : 
  - The Cell (2000) : Teddy Lee
  - Instinct de survie (2009) : Roger Wayne

- 1966 : Le Temps du massacre : Tom Corbett (Franco Nero)
- 1966 : Johnny Yuma : Pedro (Luigi Vannucchi)
- 1966[1] : 3 Winchester pour Ringo : Ringo Carson (Mickey Hargitay)
- 1968 : Django, prépare ton cercueil ! : Django (Terence Hill)
- 1968 : Samoa, fille sauvage : Clint Lomas (Roger Browne)
- 1968 : Sentence de mort : le tavernier (Raffaele di Mario)
- 1968 : Casse au Vatican : Norman (Tino Carraro)
- 1969 : Sept hommes pour Tobrouk : Bob (Rik Battaglia)
- 1970 :  On l'appelle Trinita : Bambino (Bud Spencer) (1er doublage)
- 1970 : Le Casse de l'oncle Tom : Calhoun (J.D. Cannon)
- 1971 : L'Organisation : Tony (Paul Jenkins)
- 1971 : Dialogue de feu : Abe Cross (Johnny Cash)
- 1971 : L'Assassinat de Trotsky : Sam (Joshua Sinclair)
- 1972 : La Dernière Maison sur la gauche : Krug Stillo (David Hess)
- 1973 : Complot à Dallas : le sergent (Tom Peters)
- 1973 : L'Homme aux nerfs d'acier : Luigi Massara (Fausto Tozzi)
- 1974 : La Tour infernale : Flaker (Norman Grabowski) (1er doublage)
- 1974 : La Rançon de la peur : Ugo Malone (Luciano Catenacci)
- 1974 : Tant qu'il y a de la guerre, il y a de l'espoir : le médecin et activiste dans la brousse de nuit[Qui ?]
- 1975 : Vol au-dessus d'un nid de coucou : Scanlon (Delos V. Smith Jr.)
- 1975 : Barry Lyndon : Joseph, l'officier prussien (Hans Meyer) et le soldat britannique organisant le combat entre Barry et Toole (Norman Mitchell)
- 1975 : Spécial Magnum : Petterson (Aubert Pallascio) et le travesti vindicatif[Qui ?]
- 1976 : Josey Wales hors-la-loi : Ten Bears (Will Sampson)
- 1976 : Trinita, connais pas : un gangster[Qui ?]
- 1977 : Une journée particulière : Emanuele (John Vernon)
- 1977 : Héros : le serveur du bar (William Watson)
- 1978 : Halloween, la nuit des masques : Shérif Brackett (Charles Cyphers)
- 1978 : Doux, dur et dingue : l'homme corpulent (Al Stellone)
- 1978 : Le Cercle de fer : Cord (Jeff Cooper)
- 1978 : Le Couloir de la mort : Dwight (Robert Viharo)
- 1978 : La Fureur du danger : Sherman (Terry Bradshaw)
- 1979[2] : Mad Max : Fifi McAffee (Roger Ward)
- 1979 : Qui a tué le président ? : Keifitz (Richard Boone)
- 1979[3] : Le Cinquième Mousquetaire : D'Artagnan (Cornel Wilde)
- 1979 : Le Rabbin au Far West : Darryl Diggs (George DiCenzo)
- 1979 : Brigade des anges : Miller (Neville Brand) et un homme de main de Burke[Qui ?]
- 1980 : Le Lion du désert : Bu-Matari (Takis Emmanuel)
- 1980 : Le Jour de la fin du monde : Tiny Baker (Alex Karras)
- 1980 : Virus : le capitaine Mc Cloud (Chuck Connors)
- 1980 : Stardust Memories : un producteur de Sandy[Qui ?]
- 1981 : Mad Max 2 : Wez (Vernon Wells)
- 1981 : S.O.B. : Dr Irving Finegarten (Robert Preston)
- 1982 : Fitzcarraldo : Cholo Miguel (Miguel Angel Fuentes)
- 1983 : Private School (en) : Mr. Leigh-Jensen (Frank Aletter)
- 1984 : À la poursuite du diamant vert : Grogan (Ted White)
- 1986 : Banco : Baby (Joseph Mascolo)
- 1987 : La Gagne : George Cole (Tommy Lee Jones)
- 1989 : Né un 4 juillet : M. Wilson (Tony Frank)
- 1992 : Reservoir Dogs : Mr Blue (Edward Bunker)
- 1992 : Alien 3 : Boggs (Leon Herbert)
- 1996 : Broken Arrow : Colonel Max Wilkins (Delroy Lindo)
- 1997 : Volte-face : Victor Lazarro (Harve Presnell)
- 1998 : Ennemi d'État : le député Phil Hammersley (Jason Robards)
- 2000 : La Famille foldingue : M. Gaines (Richard Gant)
- 2001 : Requiem for a Dream : Rabinowitz (Mark Margolis)
- 2003 : Pirates des Caraïbes : La Malédiction du Black Pearl : Monsieur Brown (Ralph P. Martin (en))
- 2004 : Amour et amnésie : Marlin Whitmore (Blake Clark)
- 2010 : Le Livre d'Eli : George (Michael Gambon)
- 2011 : Hell Driver : Cap (Tom Atkins)
- 2012 : Django Unchained : Shérif Bill Sharp (Don Stroud)

#### Films d'animation
- 1980 : Les Maîtres du temps : Igor
- 1984 : Astérix et la Surprise de César : le centurion Vapetimus
- 1987 : The Chipmunk Adventure : Inspecteur Jamal
- 1993 : Le chat botté : Le Comte Yohruk
- 1997 : Hercule : Un Cyclope / Un Titan
- 1998 : La Mouette et le Chat : Colonel
- 1998 : Babar, roi des éléphants : Philophage
- 2002 : Le Royaume des chats : Le roi des chats
- 2003 : Les Énigmes de l'Atlantide : Erik Hellstrom
- 2003 : Bionicle : Le Masque de Lumière : Le Toa Onua Nuva

### Télévision
- 1983-1986[4] : Muscleman : Muscleman
- 1987 : Rahan, fils des âges farouches d'Alain Sion
- Les Chevaliers du Zodiaque : Grand Pope (2e voix), Thor et Tatsumi (2e voix)
- Silverhawks : Monstar et le narrateur
- Nicky Larson : Mammouth
- Super Mario Bros : Roi Koopa (2e voix)

### Jeux vidéo
- 1997 : Hercule : le contrebandier, le Titan du rocher et le Cyclope[n 1]
- 1999 : L'Amerzone : Alexandre Valembois
- 1999 : Dungeon Keeper 2 : voix additionnelles[n 1]
- 1999 : Command and Conquer : Soleil de Tiberium : Général Solomon
- 1999 : The Nomad Soul : voix de la publicité Quanta Cola
- 1999 : Dungeon Keeper 2 : voix additionnelles[n 1]
- 1999 : Imperium Galactica II: Alliances : voix additionnelles[n 1]
- 2001 : Jak and Daxter: The Precursor Legacy : Gordy[n 1]
- 2001 : Fallout Tactics : le narrateur
- 2001 : Necronomicon : L'Aube des ténèbres : voix additionnelles[n 1]
- 2001 : Quake III Revolution : voix additionnelles[n 1]
- 2002 : The Getaway : Charlie Jolson
- 2002 : The Elder Scrolls III: Morrowind : Dagoth-Ur et Malacath
- 2002 : Syberia : le notaire et le chef de gare de Barrockstadt[n 1]
- 2002 : Le Seigneur des anneaux : Théoden
- 2002 : James Bond Nightfire : Alexander Mayhew
- 2003 : SpellForce: The Order of Dawn : voix additionnelles
- 2003 : Le Seigneur des anneaux : Le Retour du roi : Gandalf
- 2003 : Star Wars: Knights of the Old Republic : Vandar Tokare
- 2004 : Syberia II : le colonel Emiliov Goupatchev[n 1]
- 2004 : Legacy of Kain: Defiance : Moébius
- 2004 : Fallout: Brotherhood of Steel : Jesse
- 2006 : Paradise : voix additionnelles[n 1]
- 2006 : Gothic 3 : divers personnages[n 1]
- 2006 : Psychonauts : St. Bernard
- 2006 : Le Parrain : Luca Brasi
- 2006 : Red Steel : voix additionnelles[n 1]
- 2007 : The Witcher : Le tavernier du nouveau narakort
- 2009 : Le Seigneur des anneaux : L'Âge des conquêtes : Gandalf
- 2010 : Fallout: New Vegas : M. New Vegas
- 2011 : Deus Ex: Human Revolution : Brent Ratford
- 2011 : Le Seigneur des anneaux : La Guerre du Nord : Gandalf
- 2011 : Star Wars: The Old Republic : plusieurs voix[n 1]
- 2012 : Lego Le Seigneur des anneaux : Gandalf
- 2015 : Lego Dimensions : Gandalf
- 2016 : Final Fantasy XV : voix additionnelles[n 1]
- 2017 : Outcast : Second Contact : des Talans[n 1]

## Radio
- Annonces publicitaires du magazine Playboy dans les années 1970-80. Il a surtout été pendant de longues années la voix de Paris Match et du célèbre slogan « Paris Match le poids des mots, le choc des photos ».

## Discographie
- 1963 : Dajou Chez Vous Ce Soir, 45t 4titres, Philips[5].
- 33 Tours Dans Le Sac... N° 1, 33t, 4 sketchs en duo avec Robert Namias.